# Morénové jezero

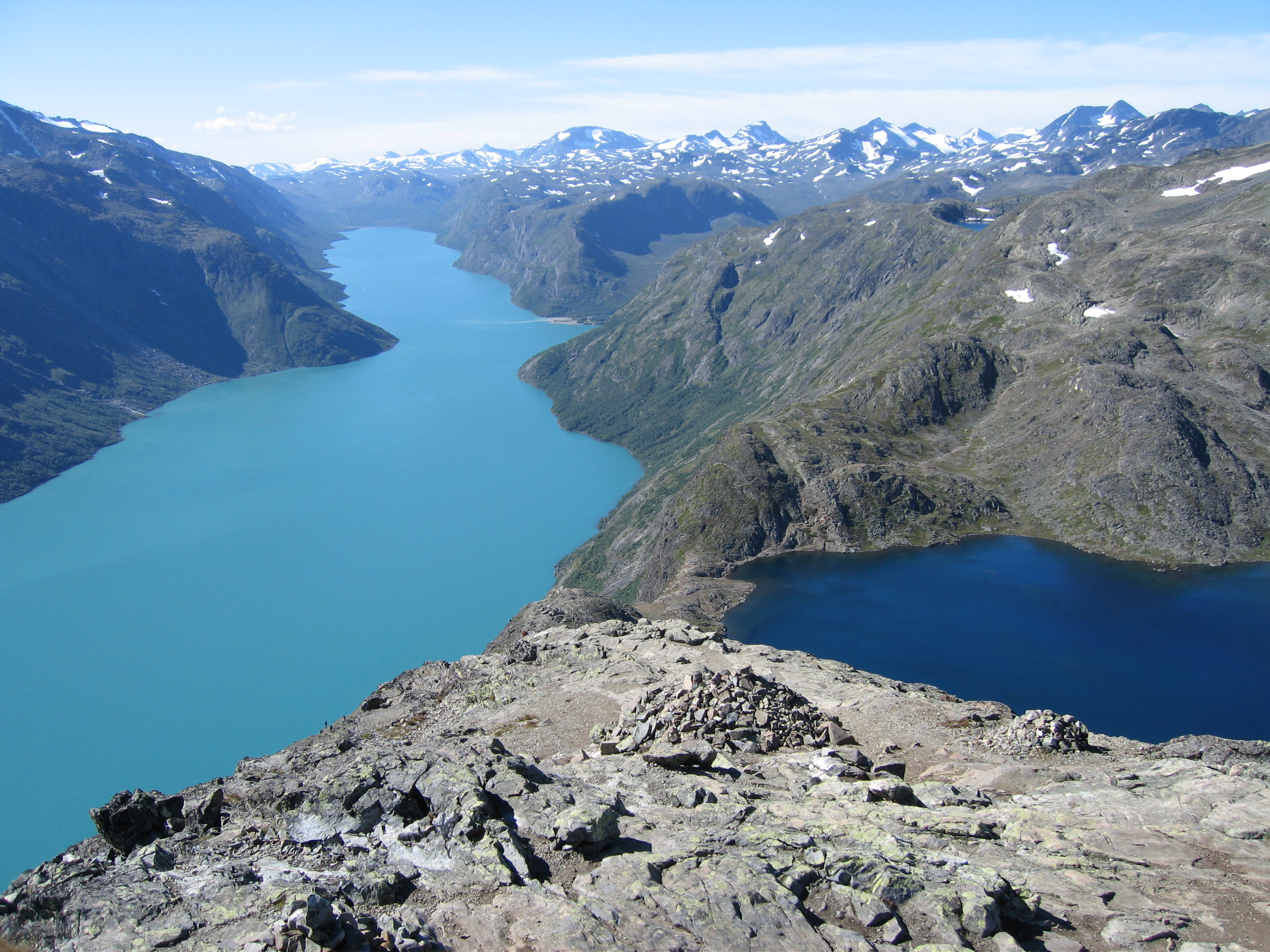
Morénové jezero Gjende v pohoří Jotunheimen v Norsku na území stejnojmenného národního parku.

Morénové jezero je druh ledovcového jezera, které vzniklo ve sníženině vzniklé za vyvýšenou čelní morénou. Pro tato jezera je charakteristická relativně velká rozloha a malá hloubka. Mají většinou přibližně kruhový tvar a malebné břehy.

## Příklady
- Velká mazurská jezera — Śniardwy, Mamry, Niegocin
- některá jezera ve Finsku
- některá plesa v Tatrách — Štrbské pleso, Smreczyński Staw